# Сентинум
Сентинум (на латински: Sentinum) e древен град в регион Марке в Централна Италия близо до днешния град Сасоферато. Намирал се на Виа Фламиниа.

## История
През 295 пр.н.е. при града се провежда Битка при Сентинум между римляни и самнити и гали. По времето на Перузинската война, градът застава на страната на Луций Антоний и през 41 пр.н.е. е превзет и разрушен от Квинт Салвидиен Руф, генерал и доверен приятел на Октавиан Август. По-късно градът е възстановен.
По време на инвазията на вестготите в Италия, градът е превзет от Аларих I и напуснат от жителите му.

## Галерия
- Мозайка от Сентинум, в Глиптотека, Мюнхен
- Археологически парк Сентинум, 2015 г.